# Cupid & Psyche 85
Az 1985-ös Cupid & Psyche 85 a Scritti Politti második nagylemeze. Máig az együttes legsikeresebb albuma, a brit albumlistán az 5. helyig jutott, és aranylemez lett. Szerepel az 1001 lemez, amit hallanod kell, mielőtt meghalsz című könyvben. Az öt kislemezből három Top 20-as lett az Egyesült Királyságban. A Perfect Way, bár az Egyesült Királyságban nem volt siker, Amerikában nagy meglepetésre a 11. helyig jutott a Billboard Hot 100-on, és 25 hetet töltött a listán.

## Az album dalai
|     | Cím                                       | Szerző(k)              | Hossz |
| --- | ----------------------------------------- | ---------------------- | ----- |
| 1.  | The World Girl                            | Green Gartside         | 4:24  |
| 2.  | Small Talk                                | Gartside, David Gamson | 3:39  |
| 3.  | Absolute                                  | Gartside               | 4:25  |
| 4.  | A Little Knowledge                        | Gartside               | 5:02  |
| 5.  | Don't Work That Hard                      | Gartside               | 3:59  |
| 6.  | Perfect Way                               | Gartside, Gamson       | 4:33  |
| 7.  | Lover to Fall                             | Gartside               | 3:51  |
| 8.  | Wood Beez                                 | Gartside               | 4:48  |
| 9.  | Hypnotize                                 | Gartside               | 3:34  |
| 10. | Flesh & Blood (csak a CD-n és a kazettán) | Gartside, Gamson       | 5:35  |
| 11. | Absolute (csak a CD-n és a kazettán)      | Gartside               | 6:11  |
| 12. | Wood Beez (csak a CD-n és a kazettán)     | Gartside               | 5:56  |
| 13. | Hypnotize (csak a CD-n és a kazettán)     | Gartside               | 6:34  |

## Közreműködők
- Green Gartside – ének
- David Gamson – billentyűk
- Robert Quine – gitár
- Robbie Buchanan – billentyűk
- Simon Climie – szintetizátor
- Steve Ferrone – dob
- David Frank – billentyűk
- Paul Jackson, Jr. – gitár
- Will Lee – basszusgitár
- Fred Maher – dob
- Marcus Miller – basszusgitár
- Nick Moroch – gitár
- Alan Murphy – gitár
- J. Ebn – szintetizátor
- Ira Siegel – gitár
- B.J. Nelson, Tawatha Agee, Fonzi Thornton – háttérvokál
- Ranking Ann – vokál a Flesh & Blood-on

## Fordítás
Ez a szócikk részben vagy egészben a Cupid & Psyche 85 című angol Wikipédia-szócikk ezen változatának fordításán alapul.  Az eredeti cikk szerkesztőit annak laptörténete sorolja fel. Ez a jelzés csupán a megfogalmazás eredetét és a szerzői jogokat jelzi, nem szolgál a cikkben szereplő információk forrásmegjelöléseként.